# Heavy Gear II
Heavy Gear II is een videospel voor Linux en Windows. Het spel werd uitgebracht in 1999. 

## Ontvangst
| Beoordeeld door             | Platform | Datum           | Score |
| --------------------------- | -------- | --------------- | ----- |
| Computer Gaming World (CGW) | Windows  | september 1999  | 90%   |
| Electric Games              | Windows  | 1999            | 90%   |
| Game Vortex                 | Windows  | 3 februari 2003 | 90%   |
| GameSpot                    | Windows  | 1 juli 1999     | 90%   |
| Game Over Online            | Windows  | 10 juli 1999    | 85%   |
| PC Gameplay (Benelux)       | Windows  | juni 1999       | 85%   |
| Power Unlimited             | Windows  | april 1999      | 84%   |
| IGN                         | Windows  | 29 juni 1999    | 84%   |
| FiringSquad                 | Windows  | 26 juni 1999    | 80%   |
| Computer Games Magazine     | Windows  | 14 juli 1999    | 70%   |